# Йонкер, Андрис
А́ндрис Йо́нкер (нидерл. Andries Jonker; род. 22 сентября 1962, Амстердам) — нидерландский футбольный тренер и функционер.
Исполнял обязанности главного тренера мюнхенской «Баварии» в переходный период между отставкой Луи ван Гала и приходом Юппа Хайнкеса. До середины апреля являлся главным тренером фарм-клуба «Баварии», «Баварии II», но в середине апреля покинул команду по семейным обстоятельствам. В конце июня 2012 года присоединился к тренерскому штабу Феликса Магата в «Вольфсбурге». 27 февраля 2017 года назначен главным тренером «Вольфсбурга».

## Карьера
Занимал должности тренера и, позднее, менеджера «Виллем II», МВВ и «Волендама», а также должность помощника тренера «Барселоны».
Йонкер в июле 2006 года подписал контракт в качестве помощника тренера Денниса ван Вейка в «Виллеме II». Спустя всего полгода он принял на себя полномочия временно исполняющего обязанности тренера, так как ван Вийк был уволен из-за низкой результативности. В то время Йонкер только что был назначен техническим директором.
В канун новогодних праздников 2008 года стало известно о том, что карьера Йонкера в качестве тренера «Виллема II» будет завершена в сезоне 2007/08. 17 февраля 2009 года Йонкер подал в отставку с места главного тренера, в соответствии с интересами клуба, но оставался в клубе ещё некоторое время в качестве технического директора. Подвергался нападкам прессы: так, известный в прошлом в Нидерландах футболист Йохан Дерксен назвал Андриса Йонкера «тщеславным мальчишкой, которого он не может воспринимать всерьёз».
В сезоне 2009/10 Андрис стал помощником главного тренера Луи ван Гала в мюнхенской «Баварии». После отставки ван Гала 10 апреля 2011 года Йонкер был назначен и. о. главного тренера до конца сезона. В июне 2011 года, с приходом в команду нового главного тренера Юппа Хайнкеса, Йонкер приступил к руководству дублем команды, которая крайне неудовлетворительно провела сезон в Третьей лиге и вылетела в Региональную лигу «Юг».
Проведя в качестве тренера второй команды хороший сезон, Андрис внезапно ушёл с поста по собственному желанию, покинув с семьёй Мюнхен в середине апреля 2012 года. В конце июня 2012 года присоединился к тренерскому штабу Феликса Магата в «Вольфсбурге».
20 января 2014 года официальный сайт «Арсенала» объявил, что после окончания сезона Йонкер получит должность главы юношеской академии клуба.
27 февраля 2017 года назначен главным тренером «Вольфсбурга». Контракт подписан до лета 2018 года. На тренерском мостике Йонкер сменил Валерьена Исмаэля, который был уволен после поражения в домашнем матче с бременским «Вердером».